# Сухий Бичок
Сухий Бичок — річка в Україні, права притока Бика, впадає поблизу села Самарського. Басейн Дніпра. Довжина 28 км. Площа водозбірного басейну 274 км². Похил 1,3 м/км. Долина трапецієподібна, завширшки до 2 км, глибиною до 50 м. Річище шириною 5 м. Живлення снігове і дощове. Замерзає на початку грудня (в окремі зими промерзає), скресає у березні. Уздовж берегів проводять лісонасадження та залуження. Використовують частково для сільськогосподарського водопостачання.
Бере початок біля села Зоряного, між селами Завидо-Борзенка й Новокриворіжжя. Тече територією Синельниківського району Дніпропетровської області.

## Населені пункти
Над річкою розташовані такі села (від витоків до гирла): Мар'янка, Зелений Гай, Новоселівка, Українське, Самарське.